# Maackia chekiangensis
Maackia chekiangensis là một loài thực vật có hoa trong họ Đậu. Loài này được S.S.Chien miêu tả khoa học đầu tiên.